# Tyreek Duren
Tyreek Duren (ur. 15 października 1991 w Filadelfii) – amerykański koszykarz, występujący na pozycji rozgrywającego, obecnie zawodnik Atletico Aguada.
4 września 2016 podpisał umowę z klubem Trefla Sopot. 5 marca przeniósł się z powrotem do swojego poprzedniego zespołu, występującego w lidze cypryjskiej Petrolina AEK Larnaka.
25 sierpnia 2021 został zawodnikiem Atletico Aguada.

## Osiągnięcia
Stan na 26 sierpnia 2021, na podstawie, o ile nie zaznaczono inaczej.
NCAA
- Uczestnik rozgrywek Sweet 16 turnieju NCAA (2013)
- Zaliczony do:
  - I składu pierwszoroczniaków Atlantic 10 (2011)
  - II składu Atlantic 10 (2013, 2014)

Drużynowe
- Mistrz Cypru (2015, 2016, 2018)
- Wicemistrz Cypru (2019)
- Zdobywca:
  - Pucharu Cypru (2018)
  - Superpucharu Cypru (2017)
- Finalista Pucharu Cypru (2019)

Indywidualne
- MVP Pucharu Cypru (2018)
- Uczestnik meczu gwiazd ligi cypryjskiej (2017)